# Vedbockstekel
Vedbockstekel (Ephialtes manifestator är en stekelart som först beskrevs av Carl von Linné 1758.  Ephialtes manifestator ingår i släktet Ephialtes och familjen brokparasitsteklar. Arten är reproducerande i Sverige. Inga underarter finns listade i Catalogue of Life.